# Finlande au Concours Eurovision de la chanson 1978
La Finlande a participé au Concours Eurovision de la chanson 1978 à Paris en France. C'est la 17e participation de la Finlande au Concours Eurovision de la chanson.
Le pays est représenté par Seija Simola et la chanson Anna rakkaudelle tilaisuus, choisies par une sélection du public dans des jurys régionaux.

## Sélection
Le concours se déroulé sous la forme d'un concours ouvert de composition. 137 chansons sont déposées. Les sept meilleurs d'entre elles sont sélectionnées pour la finale qui se déroule le samedi 11 février. L'émission est diffusée en direct sur Yle TV1 à partir de 19 h 50. Il y a une coupure avec les informations. Les résultats sont diffusés sur TV2 à 21 h 20. Dans la même émission, le représentant de la Finlande pour le concours Intervision est également choisi. L'émission a lieu pour la première fois hors d'Helsinki, cette fois depuis Ristimäki à Tampere depuis les studios d'Yleisradio. Un endroit approprié ne put être trouvé à Helsinki, car les studios de Pasila sont en rénovation et l'équipe de TV1 se prépare pour les championnats du monde de ski qui se déroulent à Lahti une semaine plus tard. La chanteuse tchécoslovaques Helena Vondráčková, lauréate du concours de chant Intervision de l'année précédente, se produit pendant l'entracte.
La finale est animée par Klaus Thomasson.
Après la sélection, la maison de disques EMI annonce la sortie de l'album compilation Viisut 78, qui contient toutes les chansons entendues lors de la sélection pour l'Eurovision, bien que certaines fussent interprétées par des artistes différents.
| Position | Artiste          | Chanson                     | Auteur-compositeur                 | Place | Points |
| -------- | ---------------- | --------------------------- | ---------------------------------- | ----- | ------ |
| 1        | Seija Simola     | Anna rakkaudelle tilaisuus  | Reijo Karvonen, Seija Simola       | 1re   | 271    |
| 2        | Mirumaru         | ABC                         | Antti Hyvärinen, Pertti Reponen    | 5e    | 193    |
| 3        | Reijo Karvonen   | Lemmenlaulu                 | Eero Lupari                        | 5e    | 193    |
| 4        | Martti Metsäketo | En viipyä voi               | Eino Virtanen, Krista Kari         | 7e    | 88     |
| 5        | Lea Laven        | Aamulla rakkaani näin       | Raul Reiman                        | 2e    | 258    |
| 6        | Anneli Saaristo  | Sinun kanssasi, sinua ilman | Eero Tiikasalo, Erkki Mäkinen      | 4e    | 221    |
| 7        | Katri Helena     | Ystävä                      | Timo Kalaoja, Katri Helena Kalaoja | 2e    | 258    |

| Chanson                     | Turku | Oulu | Helsinki | Tampere | Lappeenranta | Total |
| --------------------------- | ----- | ---- | -------- | ------- | ------------ | ----- |
| Anna rakkaudelle tilaisuus  | 53    | 60   | 60       | 56      | 42           | 271   |
| ABC                         | 40    | 43   | 33       | 39      | 38           | 193   |
| Lemmenlaulu                 | 39    | 47   | 38       | 36      | 33           | 193   |
| En viipyä voi               | 21    | 16   | 18       | 16      | 17           | 88    |
| Aamulla rakkaani näin       | 49    | 53   | 55       | 58      | 43           | 258   |
| Sinun kanssasi, sinua ilman | 47    | 37   | 53       | 37      | 47           | 221   |
| Ystävä                      | 52    | 51   | 48       | 57      | 50           | 258   |

## Eurovision
La chanson est la quatrième de la soirée, suivant Questo amore interprétée par Ricchi e Poveri pour l'Italie et précédant Dai li dou interprétée par Gemini pour le Portugal.
À la fin des votes, la chanson obtient 2 points et finit à la dix-huitième place sur vingt participants (à égalité avec Sevince interprétée par Nilüfer et Nazar pour la Turquie).

## Votes

### Points attribués à la Finlande
| 12 points | 10 points | 8 points | 7 points  | 6 points |
| --------- | --------- | -------- | --------- | -------- |
|           |           |          |           |          |
| 5 points  | 4 points  | 3 points | 2 points  | 1 point  |
|           |           |          | - Norvège |          |

### Points attribués par la Finlande
| 12 points | Allemagne |
| 10 points | Israël    |
| 8 points  | Monaco    |
| 7 points  | Espagne   |
| 6 points  | Belgique  |
| 5 points  | Grèce     |
| 4 points  | Suède     |
| 3 points  | Irlande   |
| 2 points  | France    |
| 1 point   | Suisse    |